# François Duvalier
Pour les articles homonymes, voir Duvalier.
François Duvalier, surnommé « Papa Doc », né à Port-au-Prince le 14 avril 1907 et mort dans la même ville le 21 avril 1971, est un médecin, un écrivain et un homme d'État haïtien élu 41e président de la République d'Haïti en 1957, avant de prendre le titre de président à vie de 1964 à sa mort en 1971. Son règne est marqué par la corruption et l'utilisation de milices privées, les Tontons Macoutes. Autoritaire, il multiplie les actes d'arrestation et de condamnation à mort. Allié par intérêt aux États-Unis, il utilise le culte de la personnalité afin de se maintenir durablement au pouvoir.
Ancien ministre de la Santé, il est élu président en 1957 avec un programme populiste et nationaliste noiriste sous les couleurs du Parti de l'unité nationale (PUN). Profitant de la guerre froide et de la tension avec Cuba, Duvalier obtient que les États-Unis le soutiennent par intérêt économique. En 1958, en réaction à une tentative de coup d’État, il crée une milice de quelques milliers de fidèles, les « volontaires de la sécurité nationale », mieux connus sous leur sobriquet de Tontons Macoutes. L'état de siège est décrété en Haïti, puis périodiquement reconduit. Réélu en 1961, il voit son mandat prolongé de cinq ans. Revisitant la constitution, il instaure l’élection présidentielle à candidat unique avant d’accéder à la présidence à vie en 1964, avec un droit de succession. À partir de cette date, il réforme en profondeur le pays en modifiant le drapeau (le noir remplaçant le bleu), afin de renouer avec l’ancien régime de  Jean-Jacques Dessalines, père fondateur de la Nation haïtienne.
Critiqué par l’Église catholique, très puissante en Haïti, Duvalier expulse l’archevêque, les prêtres et les jésuites, ce qui lui vaut d’être excommunié. À la fin des années 1960, il se réconcilie avec Rome et obtient en contrepartie le droit de nommer les prêtres. Son gouvernement confisque les propriétés foncières des paysans et les attribue à des membres de sa milice qui n'ont pas de salaire officiel et vivent des confiscations. Les dépossédés fuient vers les bidonvilles de la capitale où ils ne trouvent que de maigres revenus pour se nourrir. La malnutrition et la famine sont devenues endémiques dans certains villages. Néanmoins, Duvalier bénéficie d'un soutien significatif de la population rurale qui voit en lui un porte-parole de leurs revendications contre l'élite politique traditionnelle. Au cours de ses 14 années au pouvoir, il crée une classe moyenne noire substantielle, principalement grâce au patronage gouvernemental et aide les jeunes entreprises. Duvalier initie le développement de l'aéroport de Port-au-Prince, qui porte son nom, maintenant connu sous le nom d'aéroport international Toussaint Louverture. Pendant son règne, il mène également une politique anticommuniste et fait exiler les dirigeants politiques de gauche. Lorsque des bombes explosent près du palais présidentiel en 1967, Duvalier fait arrêter puis exécuter dix-neuf officiers de la garde présidentielle à Fort Dimanche. Quelques jours plus tard, il prononce un discours public au cours duquel il donne les noms des 19 officiers tués. Cette politique répressive a néanmoins permis la stabilisation du pays tant sur le plan politique qu'économique.
Avant ses débuts en politique, Duvalier était médecin de profession. En raison de sa profession et de son expertise dans le domaine médical, il a acquis le surnom de « Papa Doc » d'abord auprès de ses partisans puis par la population en général. Après sa réélection en 1961, il consolide son pouvoir pas à pas, culminant en 1964 lorsqu'il accède au pouvoir à vie. Après cette période, la vie politique haïtienne est un peu plus stable que par le passé. Après avoir pris le contrôle du pays et tenu à l'écart les États-Unis, Duvalier transforme Haïti selon son idéologie en appliquant une politique répressive, nationaliste, anticommuniste et antiaméricaine. Au cours des années 1960, le pays surmonte plusieurs ouragans dévastateurs auxquels le gouvernement répond avec d'importants travaux. Frappé par la maladie, il désigne son fils, Jean-Claude Duvalier, comme son successeur en 1970 et l’officialise le 31 janvier 1971. François Duvalier meurt quelques mois plus tard, le 21 avril, d'un essoufflement cardiaque. Il reçoit des obsèques nationales et est inhumé à Port-au-Prince.

## Premières années

### Études et jeunesse
Fils du Pr Duval Duvalier, juge de paix, professeur et journaliste, d'une famille originaire de Martinique, et de Uritia (ou Ulyssia) Abraham, il suit sa scolarité au lycée Pétion où il obtient son diplôme de fin d'études secondaires en 1928. Il s'inscrit ensuite à l'École de médecine de Port-au-Prince, puis commence à pratiquer dans les régions rurales. Il s'attire alors la faveur des populations pour son aide à la lutte contre le typhus, le pian et d'autres maladies de l'extrême pauvreté. Il y gagnera aussi son surnom de « Papa Doc ». En 1939, il épouse à Pétion-Ville Simone Ovide, une infirmière que l'on appellera plus tard Maman Simone, avec laquelle il aura trois filles, Marie-Denise, Nicole et Simone, ainsi qu'un fils, Jean-Claude.
Duvalier fréquente à cette époque l'ethnologue Lorimer Denis, spécialiste du culte vaudou et militant de la cause noire. Il partage ses idées, qu'il développe dans les articles qu'il écrit pour des revues nationalistes comme Les Griots. Il y défend notamment l'idée que la lutte des classes, en Haïti, s'illustre par l'opposition entre les Noirs et les Mulâtres, et que les premiers sont appelés à diriger le pays au détriment des seconds.

### Débuts en politique
Duvalier s'appuie sur les relations de Lorimer Denis pour rencontrer Daniel Fignolé, avec lequel il participe à la fondation du Mouvement des Ouvriers Paysans en 1946, dont il devient secrétaire général. Sa popularité dans les campagnes et son introduction dans les milieux politiques incitent le président Dumarsais Estimé à le nommer en 1946 directeur de la Santé publique. En 1949, il devient ministre de la Santé publique et du Travail. Après s'être opposé à l'élection de Paul Magloire, qui renverse Estimé en 1950, il est poussé à l'exil et s'engage dans l'opposition.

## Candidat à l'élection présidentielle

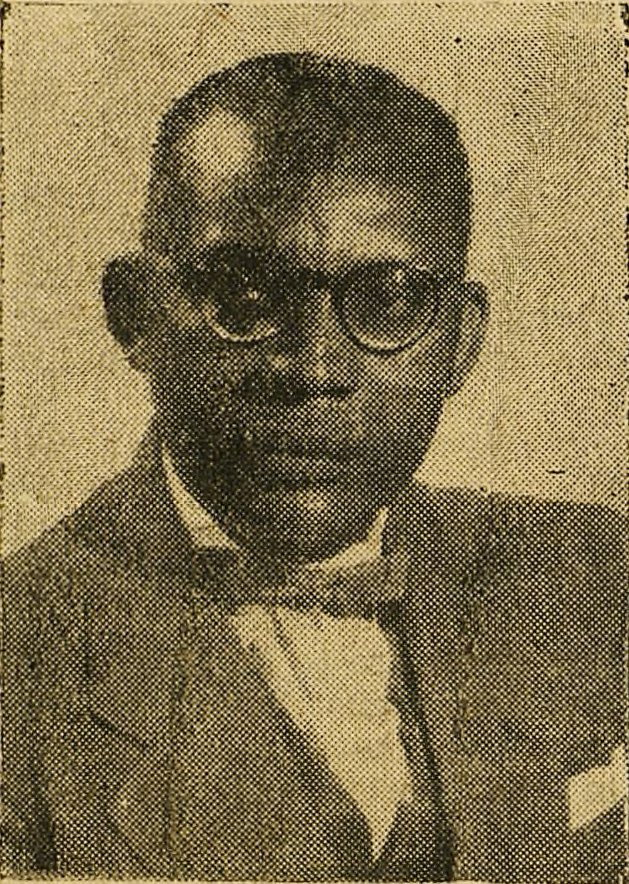
François Duvalier durant la campagne présidentielle de 1957.

Profitant de la démission de Magloire et de l'amnistie décrétée en 1956, il revient en Haïti et participe à la fondation d'un parti populiste et nationaliste : le parti de l'unité nationale (PUN). Il se porte candidat à la présidence de la République dans un climat d'agitation sociale et d'instabilité politique : entre décembre 1956 et juin 1957, cinq gouvernements provisoires se succèdent, le parlement est dissous et des factions de l'armée continuent à s'affronter.
Duvalier fait campagne avec un programme populiste qui vise à flatter la majorité afro-haïtienne en s'appuyant sur un discours noiriste prétendant bénéficier les masses populaires « noires » au détriment de l'élite « mulâtre »,. Les élections sont organisées le 22 septembre 1957 par le général Antonio Kébreau, président par intérim. Duvalier est élu avec 69,1 % des voix, son principal adversaire Louis Déjoie, du Parti républicain haïtien (PRH), n'en recueille que 28,3 %.

## Président de la République (1957-1964)

### Premières années du mandat
Dix mois après son accession au pouvoir, en juillet 1958, François Duvalier doit affronter une tentative de coup d'État. Il réagit en instaurant l’état de siège et en exigeant du Parlement l’autorisation de gouverner par décrets (31 juillet 1958). Il écarte de l'armée les officiers qui ne lui sont pas fidèles, interdit les partis d’opposition et mène une politique de répression. Avec l'aide du chef de la police Clément Barbot et de la CIA, il organise la milice des Volontaires de la Sécurité nationale, plus connue sous le nom de ses membres, les Tontons macoutes. Ce groupe paramilitaire de 5 000 à 10 000 membres, inspiré des chemises noires de l'Italie fasciste, ne touche aucun salaire.

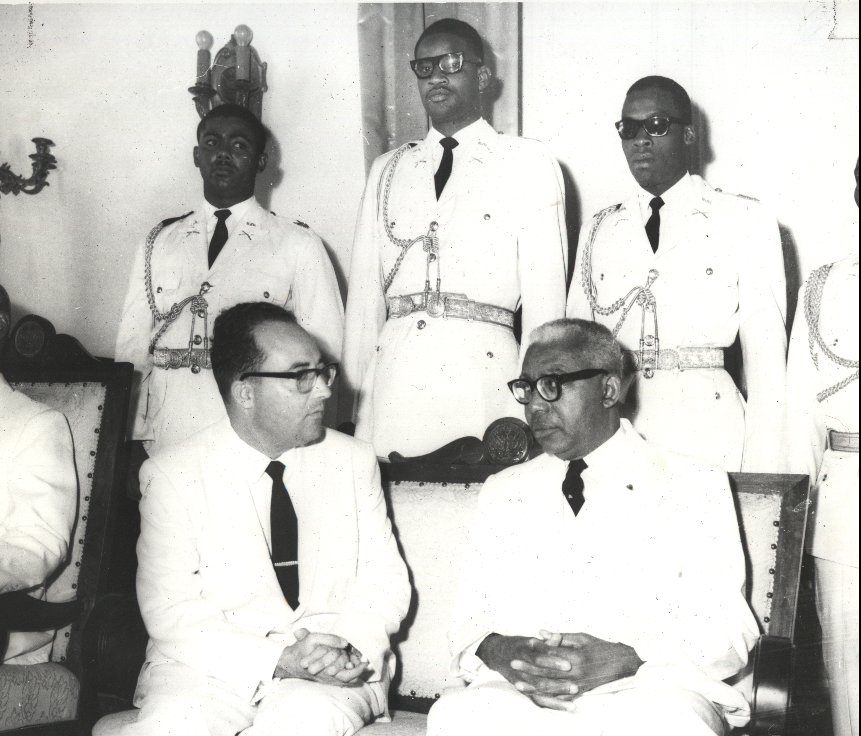
Duvalier (assis, à droite) et ses généraux (debout) en 1963.

En 1959, alors qu'il est soigné à l'hôpital pour une crise cardiaque, un commando tente de débarquer sur l'île. Le chef de la police secrète, Barbot, fait alors appel à la marine américaine pour empêcher l'opération. Sitôt rétabli, Duvalier fait emprisonner Barbot, qu'il soupçonne de vouloir prendre le pouvoir, et l'accuse de complot contre l'État. Barbot sera finalement assassiné par les Tontons macoutes en 1963 avec ses deux frères et d’autres compagnons.

### Consolidation du pouvoir
En quelques années, Duvalier devra faire face à une dizaine d'attentats, de tentatives de renversement et d'invasions. Il en tire parti à chaque fois pour renforcer son image de défenseur de la patrie, pour éliminer ses adversaires et pour durcir son pouvoir personnel. Il asservit l'armée et entretient la corruption.
S'appuyant sur le climat de guerre froide et sur le cas de la révolution cubaine, il exploite la peur du communisme pour justifier la répression et obtenir le soutien des États-Unis. Le 25 juin 1960, il prononce à Jacmel un discours qui met en relation l'orientation politique de son régime et l'aide américaine.
En réaction à l'opposition de l'église catholique romaine, il expulse plusieurs prêtres, l'archevêque de Port-au-Prince, Mgr Poirier, et deux évêques, ce qui lui vaut son excommunication en 1961. Trois ans plus tard, il expulse les jésuites.

### Oppositions et répressions
À la suite de ce qui s'apparente à une tentative d'enlèvement de deux de ses enfants, il commandite le massacre du 26 avril 1963 où plusieurs maisons sont incendiées avec leurs occupants et des dizaines de personnes assassinées par balles ou encore enlevées pour ne plus jamais être revues. Lors de ce massacre, de nombreux haut-gradés des forces armées d'Haïti, soupçonnés d'être opposés à son pouvoir, sont entre autres ciblés.

## Président à vie (1964-1971)

### Transformation du régime

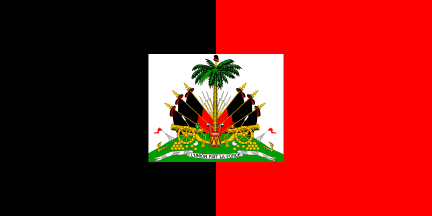
Drapeau d’Haïti sous le régime duvaliériste (1964-1986).

En avril 1961, deux ans avant la fin de son mandat, il réécrit la Constitution et organise une élection présidentielle à candidat unique. Il obtient 1,32 million de voix et aucun vote contre. Réélu pour un autre mandat de six ans, il prononce la dissolution du Parlement.
Pour échapper à toute incertitude électorale, Duvalier se fait proclamer président à vie en juin 1964, par le Sénat, obtenant également le droit de désigner son successeur. Libre de toute opposition, ses adversaires éliminés ou exilés à l'étranger, il modifie les couleurs du drapeau haïtien, qui devient noir et rouge au lieu de bleu et rouge ; il impose l'affichage de son portrait dans les rues, les bâtiments publics et les établissements scolaires. L'exil des cadres politiques, administratifs et techniques, le détournement des ressources de l'économie haïtienne mène le pays à la faillite, le PIB chutant de 40 % entre 1960 et 1970.

### Relations étrangères
En 1966, Duvalier reprend contact avec le Vatican et obtient le pouvoir de nommer la hiérarchie catholique haïtienne. Perpétuant un nationalisme noir, il réussit ainsi à renforcer son emprise sur l'île par le contrôle des institutions religieuses.

Ses relations avec les États-Unis s'avèrent difficiles. Dans ses premières années, Duvalier réprimande les États-Unis pour leurs relations amicales avec le dictateur dominicain Rafael Trujillo (assassiné en 1961) tout en ignorant Haïti. L'administration Kennedy (1961-1963) est particulièrement troublée par la politique répressive de Duvalier. Les États-Unis interrompent donc l'essentiel de leur aide économique à la mi-1962, dans l'attente de procédures comptables plus strictes, auxquelles Duvalier refuse de se conformer. Il renonce finalement publiquement à toute aide de Washington pour des raisons nationalistes, se présentant comme un « adversaire de principe et solitaire de la domination d'une grande puissance ». Parallèlement, il ranime les traditions du vaudou, les utilisant pour consolider son pouvoir : il prétend être lui-même un hougan et modèle délibérément son image sur celle du Baron Samedi pour se rendre encore plus imposant. Il porte souvent des lunettes de soleil et parle avec un fort ton nasal associé au Lwa. À la mort de John Fitzgerald Kennedy, il déclare que l'assassinat est la conséquence d'un sort qu'il lui avait jeté.

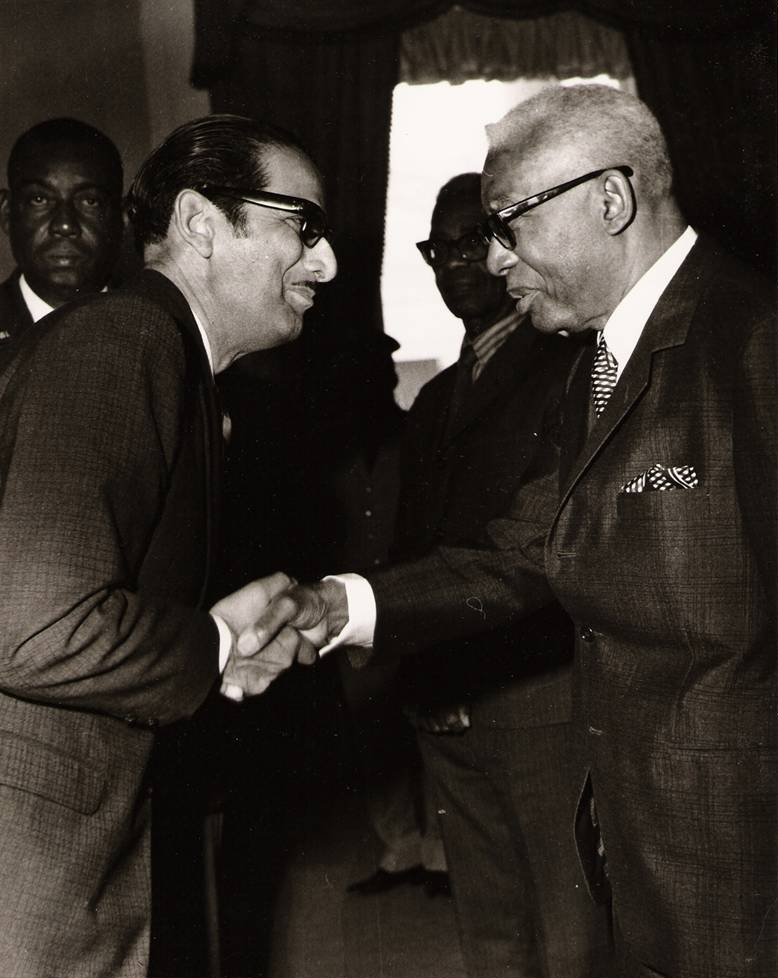
En 1968, Duvalier rencontre l'ambassadeur du Guatemala David Tercero Castro.

Duvalier a détourné des millions de dollars d'aide internationale, dont 15 millions de dollars par an aux États-Unis. Il a transféré cet argent sur des comptes personnels. Une autre des méthodes de Duvalier pour acquérir de l'argent étranger était d'obtenir des prêts étrangers, dont 4 millions de dollars américains auprès du dictateur cubain Fulgencio Batista.
Après le renversement de Batista lors de la Révolution cubaine, Duvalier craint que le nouveau dirigeant cubain Fidel Castro ne fournisse un refuge sûr aux dissidents haïtiens. Duvalier tente de gagner Cuba à sa cause en reconnaissant le gouvernement de Castro, en envoyant des médicaments et en graciant plusieurs prisonniers politiques, mais en vain. Dès le début de son régime, Castro apporte son plein soutien aux opposants anti-Duvalier.
Duvalier met Castro en colère en votant contre Cuba lors d'une réunion de l'Organisation des États américains (OEA) et par la suite aux Nations unies, où un embargo commercial est imposé à Cuba. Castro répond en rompant les relations diplomatiques avec Haïti et Duvalier, par la suite, lance une campagne pour débarrasser Haïti des communistes et interdire cette idéologie. Ce mouvement rompt les relations haïtiennes avec Cuba pendant 38 ans, jusqu'à ce que les deux pays rétablissent leurs relations en 1997.
Les relations de Duvalier avec la République dominicaine voisine ont toujours été tendues. Dans ses premières années, Duvalier souligne les différences entre les deux pays. En avril 1963, ils sont proches de la guerre, à cause de l'hostilité politique entre Duvalier et le nouveau président dominicain Juan Bosch. Bosch fournit asile et soutien aux exilés haïtiens qui complotent contre Duvalier. Il ordonne alors à sa garde présidentielle d'occuper l'ambassade dominicaine à Pétion-Ville, dans le but d'arrêter un officier de l'armée haïtienne qui aurait été impliqué dans le complot de Barbot visant à kidnapper ses enfants. Le président dominicain réagit avec indignation. Il menace publiquement d'envahir Haïti et ordonne à des unités de l'armée de se rendre à la frontière. Cependant, comme les commandants militaires dominicains expriment peu de soutien à une invasion d'Haïti, Bosch s'abstient et cherche une médiation par l'intermédiaire de l'OEA.
En 1966, Duvalier accueille l'empereur d'Éthiopie, Haïlé Sélassié, dans ce qui sera la seule visite d'un chef d'État étranger en Haïti sous sa présidence. Au cours de la visite, Duvalier décerne à l'empereur le collier de l'ordre de Jean-Jacques-Dessalines-le-Grand. En retour, l'empereur éthiopien remet à Duvalier le grand collier de l'ordre de la Reine-de-Saba.

### Politiques sociales et économiques
Sous sa présidence, Duvalier emploie l'intimidation, la répression et le favoritisme pour supplanter les anciennes élites mulâtres par une nouvelle élite de sa propre fabrication. La corruption, sous la forme de détournements par le gouvernement d'industries, de pots-de-vin, d'extorsion d'entreprises nationales et de fonds gouvernementaux volés, enrichit les plus proches partisans du président. La plupart d'entre eux détiennent un pouvoir suffisant pour intimider les membres de l'ancienne élite, qui sont progressivement exilés ou éliminés.
De nombreuses personnalités qualifiées fuient Haïti pour New York, Miami, Montréal, Paris et plusieurs pays francophones, aggravant un manque déjà sérieux de médecins et d'enseignants. Certains professionnels hautement qualifiés rejoignent les rangs de plusieurs agences des Nations unies pour travailler au développement dans des pays nouvellement indépendants tels que la Côte d'Ivoire et le Congo.

### Dernières années du pouvoir
La même année, Duvalier essuie coup sur coup deux tentatives de rébellion : la première, en juin 1964, menée par le groupe de Fred Baptiste à la tête des FARH (Forces armées révolutionnaires d'Haïti) ; la seconde en août, inspirée de la première, par le mouvement Jeune Haïti. En représailles, il commandite plusieurs massacres de population dans les campagnes, notamment le massacre des paysans de Thiotte et le massacre des Vêpres jérémiennes, qui comptent parmi les nombreuses tueries exécutées par l'armée et les tontons macoutes.
Il exerce jusqu'à sa mort une implacable dictature. On compte 2 000 exécutions pour la seule année 1967. Cette année-là sort un film extrêmement critique sur sa dictature, Les Comédiens, basé sur un roman antérieur de Graham Greene. De nombreux Haïtiens prennent le chemin de l'exil, principalement aux États-Unis et au Canada, mais également vers la Martinique, la Guadeloupe et surtout la Guyane française.

## Succession et décès

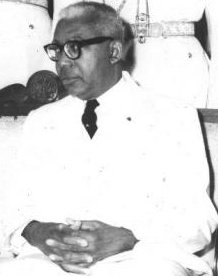
Le président haïtien lors d'une entrevue avec l'ambassadeur israélien

Ayant des problèmes cardio-vasculaires (second infarctus), François Duvalier tient à légitimer sa position. En 1970, atteint par une maladie cardiaque, il souhaite préparer sa succession et la poursuite de son régime. Il désigne son fils Jean-Claude Duvalier comme son héritier. Le référendum du 31 janvier 1971 valide la succession duvalieriste, faisant d’Haïti un pays gouverné par un régime héréditaire (inédit depuis 1859). Âgé de 19 ans (d’où son surnom de « Baby Doc »), Jean-Claude accède à la présidence à vie après le décès de son père, tout en amorçant une timide libéralisation de la politique de son père. Par la suite, le nouveau président s’aliène une partie de la classe nationaliste noiriste qui avait soutenu son père, en épousant une femme issue de l'ancienne bourgeoisie mulâtre, Michèle Bennett.
François Duvalier décède des suites d'une maladie cardiaque et du diabète[pas clair] le 21 avril 1971, sept jours après son 64e anniversaire. Il est inhumé dans le grand cimetière de Port-au-Prince le 24 avril lors de funérailles nationales.
Le 8 février 1986, après de violentes manifestations et la démission de Jean-Claude Duvalier, la foule s'en prend au mausolée de « Papa Doc », qui est détruit à coups de pierres et à mains nues ; le cercueil est sorti, la foule danse dessus puis le met en morceaux ; elle s'empare du corps du dictateur pour le battre rituellement, joue avec ses lunettes, et chante « les Tontons Macoutes, ils mangent du caca ! ». Pendant cette journée, on dénombre une centaine de victimes, essentiellement des Tontons macoutes,.

## Œuvres
- Evolution stadiale du Vodou, avec Denis Lorimer, 1944.
- Problème des classes à travers l'histoire d'Haïti : sociologie politique (avec Lorimer Denis), Service de la Jeunesse de Port-au-Prince, 1948.
- Face au peuple et à l'histoire, Service d'Information et de Documentation de Port-au-Prince, 1961.
- Histoire diplomatique, politique étrangère : géographie politique, politique frontérale, Presses nationales d'Haïti, 1968.
- Œuvres essentielles, Presses nationales d'Haïti, 1968.
- Hommage au martyr de la non-violence, le révérend Martin Luther King, Jr., Presses nationales d'Haïti, 1968.
- Hommage au Marron inconnu, Presses nationales d'Haïti, 1969.
- Mémoires d'un leader du Tiers Monde : mes négociations avec le Saint-Siège ou Une tranche d'histoire, Hachette, 1969
- Élément d'une doctrine : Œuvres essentielles, 1967